# Électricité de France
Az Électricité de France (röviden: EDF, vagy EdF; magyarul: Francia Elektromos Művek) egy francia állami többségi tulajdonú, párizsi székhelyű villamosenergia közmű vállalat. 2018-ban 68,9 mrd€ árbevételt ért el egy meglehetősen változatos tevékenységi portfólióval.
Az EDF több, mint 120 GW villamosenergia-termelő kapacitást működtet Európában, Észak- és Dél-Amerikában, Ázsiában, Afrikában és a Közel-Keleten. 2009-ben az EDF volt világ legnagyobb villamosenergia termelője. 2011-ben az Európai Unió villamosenergia termelésének 22%-át adta a cégcsoport, főként atomerőművekből:
- atomenergia: 72,07%
- megújuló energia: 11,73%
- földgáz: 10,84%
- kőszén: 5,20%
- egyéb: 0,16%[6]

19 erőművi telephelyen 58 aktív atomreaktora működik csak Franciaországban, melyből 34 darab 900 MW-os, 20 darab 1300 MW-os és 4 reaktor 1450 MW teljesítményű, mind nyomottvizes (PWR) technológiájú.

## Tevékenységi kör
Az EDF tevékenységei a villamos energetikára koncentrálnak és magukban foglalják a villamosenergia termelést, az átviteli hálózat üzemeltetést, a villamosenergia-elosztást; az erőmű tervezést, létesítést, valamint leszerelést; és a villamosenergia kereskedelmet. Erőművi technológiák terén aktív az atomenergetikában, a megújuló (vízenergia, ár-apály, szélenergia, napenergia, biomassza, geotermikus energia), valamint a fosszilis energiaforrásokkal történő energiatermelésben. Az EDF franciaországi átviteli hálózatát (mintegy 105.000 km távvezeték) az RTE, míg az elosztóhálózatát (csak közép- és kisfeszültség, mely mintegy 1,4 millió km-t tesz ki) az Enedis nevű leányvállalata üzemelteti.

## A cégcsoport

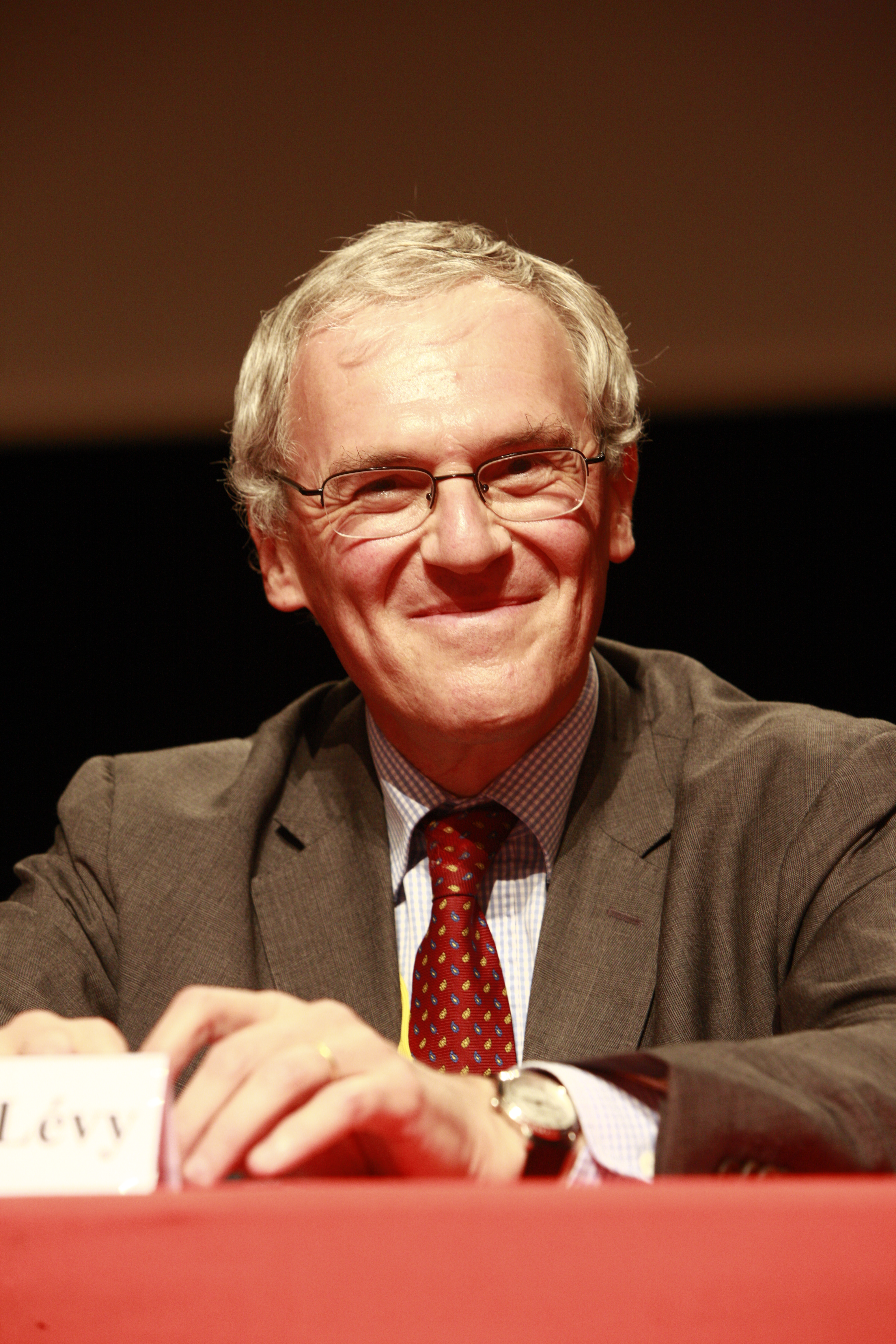
Jean-Bernard Lévy 2008-ban

Az EDF székhelye Párizs VIII. kerületében, a Wagram sugárúton van, de Párizs több pontján is vannak további telephelyeik. A cégcsoport jelenlegi elnök-vezérigazgatója (CEO) Jean-Bernard Lévy, aki 2014 októbere óta vezeti a multinacionális vállalatot.

### Magyarországi leányvállalatok
Az EDF az 1995. évi privatizáció során többségi, 60,91%-os részesedést szerzett a DÉMÁSZ-ban és 47,55%-ot az ÉDÁSZ-ban, továbbá 2000-ben megvásárolta a Budapesti Erőmű (BE) Rt. 89%-os részvénycsomagját. Az ÉDÁSZ Rt-ben birtokolt részesedését - az E.ON-nal kötött megállapodása nyomán - eladta versenytársának, mely így többségi részesedést szerzett az Észak-Dunántúlon villamosenergiát szolgáltató cégben.
Az Európai Bizottság - a 2005 és 2008 közötti vizsgálata nyomán - kijelentette, hogy a hosszútávú villamosenergia-vásárlási megállapodások az uniós joggal ellentétesek, mivel tiltott állami támogatásoknak minősülnek. A Bizottság elrendelte, hogy ezeket a szerződéseket meg kell szüntetni, és az uniós csatlakozás után jogtalanul kifizetett támogatásokat vissza kell fizettetni az erőművekkel. Erre a magyar országgyűlés elfogadott egy törvényt, ami alapján az MVM felmondta ezeket a megállapodásokat. Az erőmű-tulajdonosok, így a Budapesti Erőmű Zrt-t birtokló EDF is igyekezett jogorvoslatot keresni, ezért választott bírósághoz, továbbá az Európai Unió Bíróságához fordultak 2009-ben. Utóbbi ügyben 2012-ben az Európai Bíróság az Európai Bizottságnak adott igazat, előbbiben 2014-ben pedig részben adott igazat az EDF-nek és kb. 33 milliárd forint kártérítést ítélt meg a vállalatnak.
Az EDF 2015 során a Budapesti Erőmű Zrt.-ben, 2017-ben pedig az EDF DÉMÁSZ Zrt.-ben birtokolt részesedéseit is eladta, így gyakorlatilag kivonult hazánkból.

### Európai leányvállalatok
- Ausztria: 100% Vero, 20% Groupe Estag
- Belgium: 100% Luminus
- Egyesült Királyság: 100% EDF Energy, 100% EDF Trading
- Franciaország: 100% EDF Énergies Nouvelles, 74.86% Électricité de Strasbourg, 67% Dalkia Investments, 51% TIRU, 50% Cerga, 50% Edenkia, 50% Dalkia International, 50% SIIF Énergies, 34% Dalkia Hdg
- Hollandia: 100% Finelex, 50% Cinergy Holding
- Lengyelország: 76.63% Rybnik, 66.08% ECK, 49.19% ECW, 35.42% Kogeneracja, 24.61% Zielona Gora
- Németország: 100% EDF Ostalbkreis, 100% EDF Weinsberg, 50% RKI
- Olaszország: 99.4% Edison S.p.A., 100% EDF Energia Italia, 100% EDF Fenice, 40% Finei, 30% ISE
- Spanyolország: 100% EDF Iberica (EDF Península Ibérica, S.A)
- Svájc: 50% Chatelot, 50% Emosson, 14.25% Groupe ATEL, 26.26% Motor Columbus
- Svédország: 100% Skandrenkraft, 36.32% Groupe Graninge
- Szlovákia: 49% SSE

## Történet
Az EDF-et 1946. április 8-án alapították, miután a francia iparügyekért felelős miniszter, Marcel Paul elrendelte a mintegy 1700 kisebb energiatermelő, szállító és elosztó társaság államosítását. Az új cég vált így Franciaország fő villamosenergia termelőjévé és szolgáltatójává, bár monopóliuma nem volt teljes, mert néhány kisebb szolgáltató kimaradt az államosításból. E monopólium 1999-ben tört meg, amikor is egy uniós irányelv kényszerítette ki, hogy az EDF megnyissa piaca 20%-át a versenytársak előtt.
2004. november 19-ig állami tulajdonú vállalat volt az EDF, ma már azonban egyfajta nyilvánosan működő részvénytársaság (Société Anonyme, S.A.), mely hasonlít az angolszász "Public limited company" (PLC) működési módjához, mely tipikusan közmű-, vagy közszolgáltatásokat végző cégek társasági formája. A francia kormányzat 2005 novemberében korlátozott nyilvános részvénykibocsátást hirdetett meg a Párizsi Tőzsdén, mely azonban nem villanyozta fel a piacot, így a részvények 83.7%-a még francia állami kézben van ma is.
Először 2009. március 10-én, majd 2016. november 22-én is a francia versenyhatóság emberei előre be nem jelentett helyszíni vizsgálatot (gyakorlatilag razziát) tartottak az EDF hivatali helyiségeiben, abból a célból, hogy bizonyítékot találjanak az EDF ellen piaci erőfölényével való visszaélésre, a villamosenergia árak manipulálására és a versenytársakra való nyomásgyakorlásra.
A Greenpeace környezetvédelmi szervezetnek több EDF elleni vizsgálat indításához volt köze. 2011-ben egy francia bíróság 1,5 millió € megfizetésére kötelezte az EDF-et, továbbá börtönbüntetésre ítélt két magas rangú, nukleáris biztonsággal foglalkozó EDF alkalmazottat, mert bizonyítottnak találtak, hogy az energetikai cég kémkedett a Greenpeace után, számítógépes rendszerei feltörése (hackelése) révén.
2011 során három alkalommal is összeomlott az EDF weboldala ún. DDoS támadások miatt. Mindegyik támadást az Anonymous néven ismert hackercsoport vállalta magára..
2013 februárjában az EDF angliai leányvállalata, az EDF Energy 5 millió fontos kártérítésre perelte a "No Dash for Gas" környezetvédelmi mozgalom aktivistáit, akik 2012 októberében felmásztak és egy héten keresztül táboroztak az EDF West Burton CCGT erőmű egyik kéményén. 2013. március 13-án végül az EDF alállt a jogvitától egy peren kívüli megegyezéssel, melynek értelmében megelégedett azzal az intézkedéssel, hogy a tüntetőket végzéssel tiltották el az erőmű területére való belépéstől.
2017-ben az EDF többségi részesedést szerzett a szintén francia AREVA nukleáris technológia üzletágában, miután az AREVA pénzügyi gondjain a francia kormányzat igyekezett felülről irányított szerkezetátalakítással úrrá lenni. Az EDF a francia kormányzat felkérésére jelenleg is három harmadik generációs nyomottvizes (EPR) technológiájú atomerőművet tervez építeni.
2019 októberében a francia pénzügyminiszter, Bruno Le Maire közzétett egy vizsgálati jelentést a 2007-es indulása óta komoly csúszásban lévő és a mintegy négyszeres költségtúllépést produkáló Flamanville 3 EPR reaktorfejlesztésről. A miniszter a dokumentumban egy hónapon belül cselekvési tervet vár az azt elindító AREVA tulajdonosától, az EDF-től és az egész beruházást "az egész francia atomenergia-ipar csődjének" nevezte.

## Fordítás
- Ez a szócikk részben vagy egészben  az   Électricité de France című angol Wikipédia-szócikk fordításán alapul.  Az eredeti cikk szerkesztőit annak laptörténete sorolja fel. Ez a jelzés csupán a megfogalmazás eredetét és a szerzői jogokat jelzi, nem szolgál a cikkben szereplő információk forrásmegjelöléseként.